# Wilhelm Oertel (Politiker, 1803)
Wilhelm Oertel (* 1. Januar 1803 in Plauen; † 13. April 1883 in Wesel) war ein deutscher Beamter und Politiker.

## Leben
Oertel war der Sohn Steueramtsrendanten Johann Gottlieb Oertel und war evangelischer Konfession. Er studierte Rechtswissenschaft und arbeitete dann 1822 als Stadtsekretär in Beelitz, von 1823 bis 1827 als Aktuar beim Rent- und Polizeiamt in Zinna und Jüterbogk. Danach war er von 1829 bis 1838 Steueraufseher, zunächst in Wittstock, dann in Berlin und seit 1836 in Mittelwalde. Von 1838 bis 1849 war er Hauptzollamtsrendant in Mittelwalde, von 1849 bis 1863 als Obersteuerinspektor. Zwischen 1863 und 1879 war er Steuerrat in Wesel. Dort verbrachte er seit 1879 auch seinen Ruhestand.
Vom 27. Juni 1848 (für Gustav Dittrich) bis zum 12. Mai 1849 vertrat er den Wahlkreis 27. Provinz Schlesien (Habelschwerdt) in der Frankfurter Nationalversammlung. Im Parlament schloss er sich der Fraktion Café Milani an. Er gehörte zu den Abgeordneten, die Friedrich Wilhelm IV. zum Kaiser der Deutschen wählten. Seit September 1848 gehörte er dem Allgemeinen Deutschen Verein zum Schutz der Vaterländischen Arbeit an.